# آوایی در گلستان
آوایی در گلستان یک مجموعه تلویزیونی دربارهٔ حفظ محیط زیست و فضای سبز محصول سال ۱۳۸۱–۱۳۷۹ به کارگردانی، نویسندگی رامین لباسچی و تهیه‌کنندگی می‌باشد که از شبکه یک پخش شد.

## بازیگران
| بازیگران ثابت - فرهاد اصلانی - حسین معلومی - رامین پرچمی - مهدی صبایی - پرند زاهدی - رزا آرایش - رضا بابک - عنایت‌الله بخشی - مجید علم‌بیگی | اپیزود شکارچی مرال - ثریا حلی - الهام حمیدی - رامین نعمتی - عباس افشاریان - عطاالله صفرپور - معصومه نورعلیشاهی - حسن رجب پور | اپیزود ببر مازندران - ثریا حلی - فرشاد خدایی - احمد مایانی - عطاالله صفرپور - احسان اسکندری - مهرداد کاظمی‌نژاد | اپیزود زمین - منیژه محامدی - محمد اسکندری - ثریا حلی - رمضان ابراهیمی | بازیگران نوجوان - سهیل حسینی‌نژاد - امین اسکندریان |  |